# Ilu-issija (gubernator Aszur)

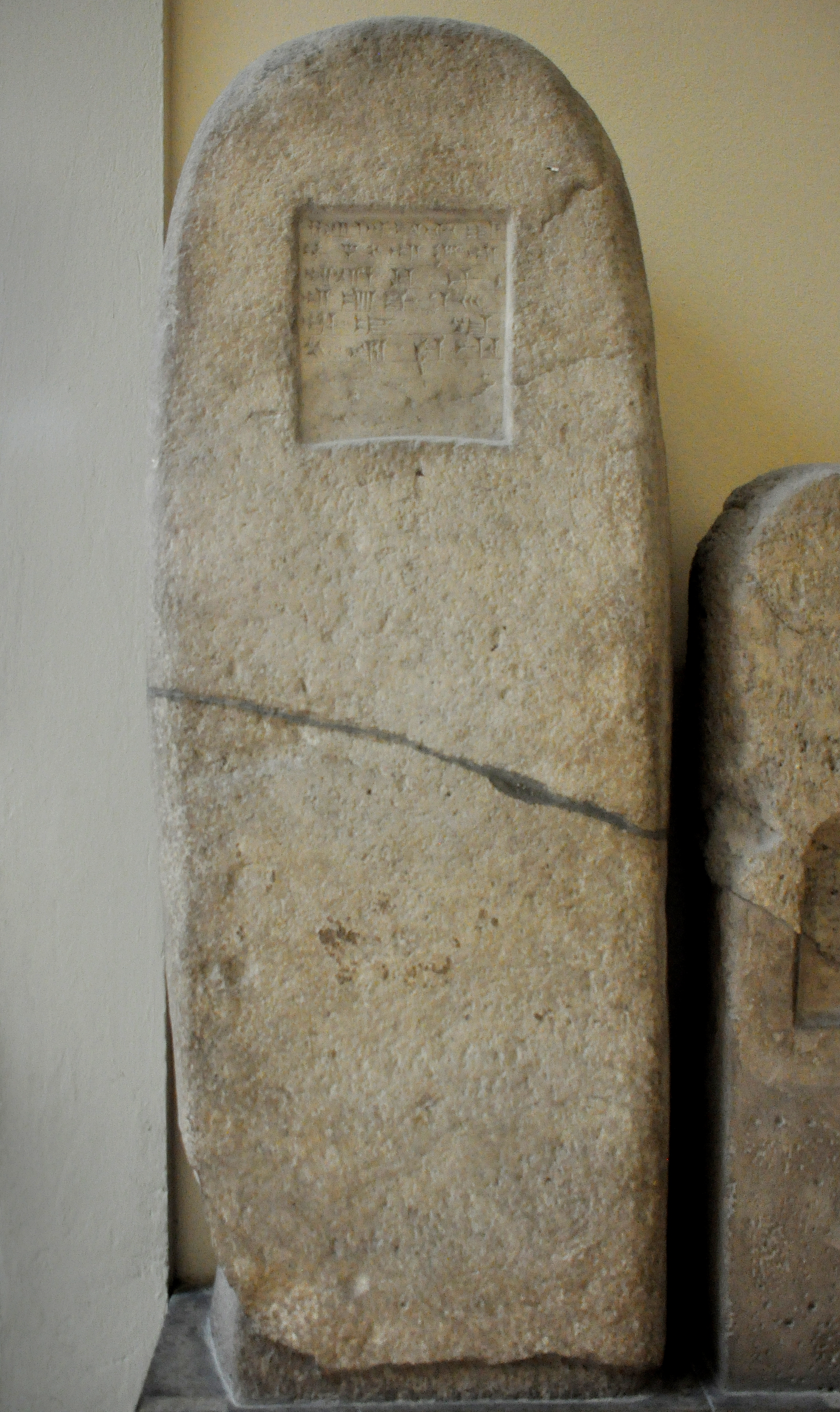
Kamienna stela Ilu-issiji z jednego z rzedów stel (Stelenreihen) w mieście Aszur; zbiory Muzeum Pergamońskiego w Berlinie

Ilu-issija, Ilu-ittija, Ili-ittija (akad. Ilu-issīja, Ilu-ittīja, Ili-ittīja;  w transliteracji z pisma klinowego zapisywane mDINGIR-KI-ia; tłum. „Bóg jest ze mną”) – wysoki dostojnik pełniący urząd gubernatora Aszur (akad. šakin māti) za rządów asyryjskiego króla Adad-nirari III (810-783 p.n.e.); z asyryjskich list i kronik eponimów wiadomo, iż w 804 r. p.n.e. sprawował też urząd eponima (akad. limmu). W trakcie wykopalisk w Aszur odnaleziono jego stelę z umieszczoną na niej inskrypcją, w której nazywany jest on gubernatorem miast Aszur, Kar-Tukulti-Ninurta, Ekallate i Itu oraz krainy Ruqahu.